# 松勘工業
松勘工業株式会社（まつかんこうぎょう）は、埼玉県加須市に本社を置く武道具製造企業である。武道用品の製造のほか、本社敷地内、上尾市、狭山市の直営店と全国の取次店で同社製品の販売を行っている。

## 会社概要
1907年（明治40年）3月、創業者の松本勘四郎は埼玉県北部が武州織物の原料となる木綿の産地であることに着目して「松勘武道具」を設立し、剣道具や柔道衣などの製造を開始した。
1945年（昭和20年）、太平洋戦争の終結後に日本に進駐した連合軍総司令部の指示により剣道を始めとした武道が禁止されると、皮革加工の技術を応用し野球用の硬式ボール「パイン」の製造を開始した。1950年（昭和25年）1月に「松勘工業株式会社」へ改組すると、1955年（昭和30年）5月にはアメリカ向けのグラブやミットの輸出を開始した。
武道の禁止措置が解除されると、防衛庁や警察機関に銃剣術用の防具を納入。さらに販路を国外にも広げ、1968年（昭和43年）にはヨーロッパ柔道連盟より指定柔道衣メーカーに選ばれ、オランダのアントン・ヘーシンクの柔道着を手掛けると、1974年（昭和43年）には西ドイツ柔道連盟より公認推薦メーカーに選ばれた。
創業以来、剣道やなぎなたで使用する防具を中心に、剣道衣・袴ほか柔道衣や畳など各種武道用品の製造を続けている。剣道具に関しては加須周辺が剣道の盛んな土地柄だったこともあり順調に生産量を伸ばし、耐久性に定評があったが、2007年（平成19年）に創業100周年を迎えるにあたり、競技者のニーズに合わせ柔らかさや使いやすさといった実用性を意識した防具の開発、防具特有の匂い対策のため吸汗性や速乾性に優れた素材の導入などが行われている。
野球用品に関しては2015年（平成27年）の時点ではグラブやミットの取り扱いを行っていないが、硬式ボールは高校野球や都市対抗野球の公式球として使用されている。また、2010年（平成22年）以前は日本プロ野球 (NPB) の公式球製造メーカーの一つとなっていた。